# Tove Søby
Tove Goltermann Søby, nata Nielsen (Copenaghen, 23 gennaio 1933), è un'ex canoista danese che ha gareggiato alla fine degli anni Cinquanta.
Partecipò ai Giochi olimpici si Melbourne 1956 dove si classificò terza nella gara di K-1 500.

## Palmarès
| Anno | Manifestazione  | Sede      | Evento   | Risultato | Prestazione | Note |
| ---- | --------------- | --------- | -------- | --------- | ----------- | ---- |
| 1956 | Giochi olimpici | Melbourne | K-1 500m | Bronzo    | 2'22"3      |      |